# Aleksander Wojtkiewicz
Pour les articles homonymes, voir Wojtkiewicz.
Aleksander Wojtkiewicz est un joueur d'échecs polonais né le 15 janvier 1963 à Riga en Union Soviétique et mort le 14 juillet 2006 à Baltimore.

## Biographie
Wojtkiewicz, né en Lettonie, fut un élève de l'ancien champion du monde Mikhaïl Tal dont il fut un des assistants lors du tournoi interzonal de Riga en 1979. Il remporta le championnat de la république soviétique de Lettonie en 1981. En 1982, il refusa de rejoindre l'Armée rouge en guerre en Afghanistan et resta caché pendant plusieurs années. En 1986, il fut condamné à deux années de prison. Après son amnistie en 1987, il s'installa à Varsovie en Pologne en 1988. Il remporta le championnat de Pologne d'échecs en 1989 et 1995 et joua au premier échiquier de l'équipe de Pologne lors des olympiades de 1990 et 1992. Il obtint le titre de grand maître international en 1990. En 1989, il obtint deux médailles individuelles (or et argent) lors du championnat d'Europe d'échecs des nations.
À la fin des années 1990, il s'installa à Baltimore aux États-Unis et remporta deux fois le championnat open des États-Unis (en 2001 à Framingham et en 2004 à Fort Lauderdale), trois fois le World Open de Philadelphie (en 2002, 2003 et 2006) et deux fois le National Open à Las Vegas (coupe Edmonson, en 2003 et 2006). 
Lors du championnat du monde de la Fédération internationale des échecs 2004, Wojtkiewicz battit Kiril Georgiev au premier tour avant d'être éliminé par Vadim Zviaguintsev au deuxième tour.